# Cuviera subuliflora
Cuviera subuliflora är en måreväxtart som beskrevs av George Bentham. Cuviera subuliflora ingår i släktet Cuviera och familjen måreväxter. Inga underarter finns listade i Catalogue of Life.